# Opaepele susannae
Opaepele susannae is een garnalensoort uit de familie van de Alvinocarididae. De wetenschappelijke naam van de soort is voor het eerst geldig gepubliceerd in 2007 door Komai, Giere & Segonzac.